# Hockey su prato ai Giochi della XXVIII Olimpiade
Le gare di hockey su prato alle olimpiadi estive del 2004 si sono svolte ad Atene.

## Podi

### Uomini
| Evento                              | Oro       | Argento     | Bronzo   |
| Hockey su prato maschile (dettagli) | Australia | Paesi Bassi | Germania |

### Donne
| Evento                               | Oro      | Argento     | Bronzo    |
| Hockey su prato femminile (dettagli) | Germania | Paesi Bassi | Argentina |

## Medagliere per nazioni
| Pos.   | Nazione     | Oro | Argento | Bronzo | Totale |
| ------ | ----------- | --- | ------- | ------ | ------ |
| 1      | Germania    | 1   | 0       | 1      | 2      |
| 1      | Australia   | 1   | 0       | 0      | 1      |
| 3      | Paesi Bassi | 0   | 2       | 0      | 2      |
| 4      | Argentina   | 0   | 0       | 1      | 1      |
| Totale | Totale      | 2   | 2       | 2      | 6      |